# Albert Sellinger
Albert "Al" Sellinger (Newark, 6 de juliol de 1914 - Springfield, 5 d'abril de 1986) fou un ciclista estatunidenc, professional des del 1937 fins al 1938. Es va especialitzar en el ciclisme en pista, modalitat en la qual es proclamà campió dels Estats Units en velocitat el 1938. Va participar en els Jocs Olímpics de 1936 on va competir en tres proves.

## Palmarès
- 1935
  -  Campió dels Estats Units amateur en velocitat
- 1938
  -  Campió dels Estats Units en velocitat